# Miroslav Horčic
Miroslav Horčic (* 3. August 1921 in Nymburk; † 14. Januar 2017 in Karlsruhe) war ein tschechoslowakischer Sprinter.
1949 gewann er bei den Weltfestspielen der Jugend und Studenten Gold über 100 m und Silber über 200 m.
Bei den Olympischen Spielen 1952 in Helsinki wurde er Sechster in der 4-mal-100-Meter-Staffel. Über 200 m erreichte er das Viertelfinale, und über 100 m schied er im Vorlauf aus.
Fünfmal wurde er Tschechoslowakischer Meister über 100 m (1945, 1948–1950, 1952) und einmal über 200 m (1949).

## Persönliche Bestzeiten
- 100 m: 10,6 s, 17. August 1951, Berlin
- 200 m: 21,5 s, 19. August 1949, Budapest